# Care Bears
Care Bears er nogle små bjørne, som oprindeligt blev brugt i amerikanske lykønskningskort i 1980'erne. De oprindelige tegninger og kunst var malet af Elena Kucharik. I 1983 blev Care Bears lavet om til bløde plysbjørne i forskellige størrelser med udgangspunkt i det univers, som Elena Kucharik havde skabt.
Hver bjørn har en forskellig farve og har et specielt mærke på sin mave, som repræsenterer dens pligter og personlighed. Care Bear familien blev senere udvidet med nogle fætre og kusiner i form af en løve, abe, pingvin, kanin og andre dyr som blev lavet i samme Care Bears-stil.